# Kanasaari (ö i Mellersta Finland, Jyväskylä)
Kanasaari är en mindre, före detta ö i Finland. Den ligger i  södra delen av sjön Ala-Kintaus och i kommunen Petäjävesi i  Jyväskylä ekonomiska region och landskapet Mellersta Finland, i den södra delen av landet, 230 km norr om huvudstaden Helsingfors. Ön förbinds med fastlandet genom en järnvägsbank.